# 孝質順皇后
孝質順皇后張氏（？—？），後唐毅祖李教妻。
張氏事跡不詳，只知她嫁與後唐毅祖及生後唐烈祖李琰，後來贈封趙國夫人。天成二年（927年）正月，後唐明宗李嗣源追尊張氏諡號為孝質順皇后。